# Тальяменто
Тальяме́нто (итал. Tagliamento) — многорукавная река в северо-восточной Италии (Фриули — Венеция-Джулия и Венеция). Берёт начало а альпийском перевале Маурия и впадает в Венецианский залив Адриатического моря.
Длина — 170 км, площадь бассейна — 2700 км² с населением около 165 000 человек. Высота истока 1195 м. Водораздел почти полностью находится в Карнии и других горных долинах Фриули. 86,5 % водораздела находится в провинции Удине.
Основные города — Латизана и Сан-Микеле-аль-Тальяменто. Также в окрестностях реки расположены следующие города: Тольмедзо, Джемона-дель-Фриули, Сан-Даниэле-дель-Фриули, Спилимберго, Казарса-делла-Делиция, Кодройпо, Сан-Вито-аль-Тальяменто и Пинцано-аль-Тальяменто.

## Течение
Исток Тальяменто находится на высоте 1195 метров в регионе Венето (Лоренцаго-ди-Кадоре) в провинции Беллуно, недалеко от границы с Удине, к северо-западу от Форни-ди-Сопра, недалеко от перевала Маурия. Первоначально река течет с запада на восток, параллельно Карниковым Альпам. Первым притоком является Лумей, который входит в Тальяменто слева на расстоянии 26 километров от истока.
Река проходит через Пинцано-аль-Тальяменто и дальше течёт в направлении на юг, распространяясь по равнине, достигая ширины в 3 километра вблизи Спилимберго и разбиваясь на несколько ветвей. Гравийное ложе Тальяменто очень проницаемо и поглощает почти все её воды, но река восстанавливает большую часть потока ниже по течению от Кодройпо и Казарса-делла-Делиция, благодаря обильным потокам из подземных рек. С этого момента русло реки заметно сужается (до 180 метров) и начинает извиваться из-за уменьшившегося уклона. Ближе к устью река пополняется водами небольшой подземной реки Вармо. Наконец, река впадает в Адриатическое море между лагунами Марано и Каорле.

## Название
В дополнение к итальянскому имени Tagliamento, река известна под разными названиями на других языках региона. Официальное название реки на фриульском Tiliment; другие локальные варианты включают Taiament, Tilimint, Tiument, Timent и Tuement. На венецианском река известна как Tajamento, словенском — Tilment, на латинском — Tiliaventum или Taliamentum. В средние века была известна на немецком языке как Dülmende.